# 八集 (増支部)
「八集」（はっしゅう、巴: Aṭṭhakādi-nipāta, アッタカーディ・ニパータ）とは、パーリ仏典経蔵増支部の第8集。

## 構成
11品626経（項目）から成る。
- 五十経
  - 1.慈品（Mettā-vaggo） --- 1-10
  - 2.大品（Mahā-vaggo） --- 11-20
  - 3.居士品（Gahapati-vaggo） --- 21-30
  - 4.布施品（Dāna-vaggo） --- 31-40
  - 5.布薩品（Uposatha-vaggo） --- 41-50
- 五十経余品
  - 6.瞿曇弥品（Gotamī-vaggo） --- 51-60
  - 7.地震品（Bhūmicāla-vaggo） --- 61-70
  - 8.双品（Yamaka-vaggo） --- 71-80
  - 9.念品（Sati-vaggo） --- 81-90
  - 10.沙門品（Sāmañña-vaggo） --- 91-116
  - 11.貪品（Rāga-peyyālaṃ） --- 117-626

## 日本語訳
- 『南伝大蔵経・経蔵・増支部経典5』（第21巻） 大蔵出版